# Ressources humaines
Ressources humaines je francouzský hraný film z roku 1999, který režíroval Laurent Cantet podle vlastního scénáře. Snímek měl světovou premiéru na Mezinárodním filmovém festivalu v San Sebastiánu dne 22. září 1999.

## Děj
Franck právě absolvoval v Paříži obchodní grande école. Rozhodne se absolvovat stáž na oddělení lidských zdrojů v továrně ve své rodné Normandii. V této továrně jeho otec pracoval více než 30 let. Franck dostane na starosti implementaci nového zákona zavádějícího 35hodinový pracovní týden. Během své stáže si uvědomí, že v rámci zavedení zkrácené pracovní doby se plánuje propouštění zaměstnanců.

## Obsazení
| Jalil Lespert           | Franck                  |
| Jean-Claude Vallod      | otec                    |
| Chantal Barré           | matka                   |
| Véronique de Pandelaère | Sylvie                  |
| Michel Begnez           | Olivier                 |
| Lucien Longueville      | šéf                     |
| Danielle Mélador        | paní Arnoux             |
| Pascal Sémard           | ředitel lidských zdrojů |
| Didier Emile-Woldemard  | Alain                   |
| Françoise Boutigny      | Betty                   |
| Félix Cantet            | Félix                   |
| Marie Cantet            | Marie                   |
| Stéphane Tauvel         | Christian               |
| Stéphanie Chevret       | sekretářka              |

## Ocenění
- Mezinárodní filmový festival v Soluni: nejlepší scénář
- César: nejlepší filmový debut (Laurent Cantet), nejslibnější herec (Jalil Lespert)